# Каналехас-де-Пеньяф'єль
Каналехас-де-Пеньяф'єль (ісп. Canalejas de Peñafiel) — муніципалітет в Іспанії, у складі автономної спільноти Кастилія-і-Леон, у провінції Вальядолід. Населення — 299 осіб (2010).
Муніципалітет розташований на відстані близько 130 км на північ від Мадрида, 55 км на схід від Вальядоліда.

## Демографія
Динаміка населення (INE ):